# Харкевич, Сигизмунд Семёнович
Сигизму́нд Семёнович Харке́вич (2 мая 1921— 11 июля 1998) — советский и российский геоботаник, флорист и систематик, специалист по флоре Дальнего Востока, доктор биологических наук, Заслуженный деятель науки Российской Федерации, Соросовский профессор.

## Биография
Родился в крестьянской семье в селе Катериновка Бердичевского района Житомирской области 2 мая 1921 года. Учился в Киевском государственном университете.
В 1941—1943 находился на оккупированной территории, преподавал в школе в селе Гальчинец. В 1944—1945 участвовал в боевых действиях будучи стрелком, санитарным инструктором. В июле 1944 года получил лёгкое ранение в руку, в октябре 1944 и в январе 1945 — дважды легко ранен в ногу. За участие в боевых действиях награждён Орденом Отечественной войны и медалями, войну закончил в звании гвардии старшины медицинской службы.
С октября 1945 года продолжил обучение в Киевском университете, окончил его в 1948 году по специальности систематика высших растений. С мая 1946 года работал в Институте ботаники АН УССР, в июне 1946 и мае 1947 ездил в Закарпатскую область. Параллельно изучал французский язык. С 1948 по 1951 — в аспирантуре Центрального республиканского ботанического сада АН УССР.
С 1951 года Сигизмунд Семёнович Харкевич был членом Всесоюзного ботанического общества. До 1973 года работал в Центральном ботаническом саду научным сотрудником, занимался интродукцией растений из более южных районов. В 1953 году получил степень кандидата биологических наук, в 1967 году защитил докторскую диссертацию.
В 1973 году прибыл на Дальний Восток, возглавил лабораторию высших растений Дальневосточного научного центра АН СССР. Постоянно летал на вертолётах в труднодоступные районы с богатым флористическим составом на Камчатке и Чукотке, в Корякии, Приморском и Хабаровском краях, Магаданской области, на Сахалине, на Курильских островах.
С 1985 по 1996 выходил восьмитомный определитель «Сосудистые растения Советского Дальнего Востока», созданный Сигизмундом Семёновичем и его коллегами. В 1989 году он подготовил первую сводку редких видов Камчатского края. С. С. Харкевич был одним из консультантов многотомного издания Flora of China.
Сигизмунд Семёнович Харкевич скончался 11 июля 1998 года после тяжёлой болезни.

## Некоторые публикации
- Харкевич С. С., Качура Н. Н. Редкие виды растений советского Дальнего Востока и их охрана. — М., 1981. — 234 с.
- Сосудистые растения советского Дальнего Востока / гл. ред. С. С. Харкевич. — 1985—1996.

## Некоторые виды, названные в честь С. С. Харкевича
- Aconitum charkeviczii Vorosch., 1984 — Борец Харкевича
- Cirsium charkeviczii Barkalov, 1992 — Бодяк Харкевича
- Dracocephalum charkeviczii Prob., 1995 — Змееголовник Харкевича
- Leontopodium charkeviczii Barkalov, 1992 — Эдельвейс Харкевича
- Lycopus charkeviczii Prob., 1995 — Зюзник Харкевича
- Oxytropis charkeviczii Vyschin, 1984 — Остролодочник Харкевича
- Oxytropis siegizmundii N.S.Pavlova, 2006